# أليستير ويلسون
أليستير ويلسون (بالإنجليزية: Alistair Wilson)‏ هو راكب الكنو بريطاني، ولد في 20 أغسطس 1939.

## وصلات خارجية
- أليستير ويلسون على موقع أوليمبيديا (الإنجليزية)
- أليستير ويلسون على موقع اللجنة الأولمبية البريطانية (الإنجليزية)